# Первинний стандарт (хімія)
Перви́нний станда́рт — це стандартний розчин, приготований з точної наважки речовини.
До вихідних речовин, з яких готується розчин, висувається ряд вимог:
- сталий стехіометричний склад (наприклад, незмінна кількість кристалізаційної води)
- відсутність домішок (чистота[ru] не нижче чда);
- стійкість при довгостроковому зберіганні — як у кристалічній формі, так і в розчині;
- негігроскопічність (зважування точної кількості речовини буде неможливим через постійне поглинання води з повітря).
- велика молярна маса (збільшення маси наважки сприяє зменшенню похибки зважування).

Лише невелика кількість речовин відповідає необхідним вимогам. Зокрема, поширеними первинними стандартами є тетраборат натрію Na2B4O7·10H2O, дихромат калію K2Cr2O7, щавлева кислота H2C2O4·2H2O, бромат калію KBrO3.
Якщо первинний стандарт використовується для встановлення концентрації або титру іншого розчину, то такий розчин називатиметься вторинним стандартом.